# Vestenpoppen
Vestenpoppen ist eine Ortschaft und als Vestepoppen eine Katastralgemeinde der Gemeinde Waidhofen an der Thaya-Land im Bezirk Waidhofen an der Thaya im niederösterreichischen Waldviertel mit 231 Einwohnern (Stand 1. Jänner 2024). Bis Ende 1970 war Vestenpoppen eine eigenständige Gemeinde.

## Geografie
Das südlich von Waidhofen gelegene Dorf befindet sich rechts der Thaya und wird im Osten von der Waidhofener Straße gestreift, von wo die Landesstraße L8123 in den Ort abzweigt. Am 1. April 2020 umfasste die Ortschaft 99 Adressen.

## Geschichte
Der Ortsname setzt sich aus zwei Teilen zusammen. „Veste“ bezeichnet ein festes Haus oder ein Burg und Poppo ist ein männlicher Vorname, womit hier die Burg des Poppo zu verorten ist. Diese Anlage befand sich im südwestlichen Ortsgebiet und ist heute überbaut. Die aus Landbauern und Kleinhäuslern bestehende Einwohnerschaft war ziemlich gut bestiftet, beschrieb Schweickhardt den Ort im 19. Jahrhundert, die Korn, Gerste und Hafer anbauten, aber auch Weizen, Erbsen, Erdäpfel, Rüben, Mohn, Klee, Flachs und Kraut.
Im Jahr 1822 wurde der Ort als Dorf mit 30 Häusern genannt, das nach Waidhofen eingepfarrt war, wohin auch die Kinder eingeschult wurden. Die Herrschaft Schrems besaß die Ortsobrigkeit, übte die Landgerichtsbarkeit aus, besorgte die Konskription und hatte die Grundherrschaft inne.
Laut Adressbuch von Österreich waren im Jahr 1938 in der Ortsgemeinde Vestenpoppen ein Gastwirt, ein Müller mit Elektrizitätswerk, ein Schmied und mehrere Landwirte ansässig.
Am 1. Jänner 1971 schlossen sich im Zuge der Niederösterreichischen Kommunalstrukturverbesserung die bis dahin selbständigen Gemeinden Brunn, Buchbach, Kainraths und Vestenpoppen zur neuen Gemeinde Waidhofen an der Thaya-Land zusammen.